# Hazelight Studios
Hazelight Studios is een Zweeds computerspelontwikkelaar gevestigd in Stockholm. Het bedrijf werd in 2014 opgericht door Josef Fares en is bekend voor het maken van de coöperatieve multiplayerspellen A Way Out en It Takes Two.

## Geschiedenis
Voor de oprichting van Hazelight, werkte filmregisseur Josef Fares samen met Starbreeze Studios om het co-op avonturenspel Brothers: A Tale of Two Sons te maken. Na het success van het spel besloot Fares om een nieuw computerspelbedrijf op te richten om te kunnen focussen op de ontwikkeling van soortgelijke, verhalende, coöperatieve spellen. Naast Fares kwamen de andere hoofdontwikkelaars van Brothers mee om Hazelight Studios op te richten. In 2014 werd bekend dat Hazelight zou worden ondersteund tijdens de ontwikkeling door uitgever Electronic Arts. In 2017 werd de titel van Hazelight's eerste spel, A Way Out, bekendgemaakt. Het spel kwam in maart 2018 uit en werd binnen twee weken meer dan een miljoen keer verkocht.
Electronic Arts verlengde de samenwerking met Hazelight voor hun tweede project, It Takes Two, een co-op platformspel, dat in maart 2021 uitkwam.

## Ontwikkelde spellen
| Release | Titel         | Platform                                                     |
| ------- | ------------- | ------------------------------------------------------------ |
| 2018    | A Way Out     | PlayStation 4, Windows, Xbox One                             |
| 2021    | It Takes Two  | PlayStation 4, PlayStation 5, Windows, Xbox One, Xbox Series |
| 2025    | Split Fiction | Nintendo Switch 2, PlayStation 5, Windows, Xbox Series       |